# Domegge di Cadore
Domegge di Cadore là một đô thị ở tỉnh Belluno trong vùng Veneto, có vị trí cách khoảng 120 km về phía bắc của Venice và khoảng 40 km về phía đông bắc của Belluno. Tại thời điểm ngày 31 tháng 12 năm 2004, đô thị này có dân số 2.675 và diện tích 50,4 km².

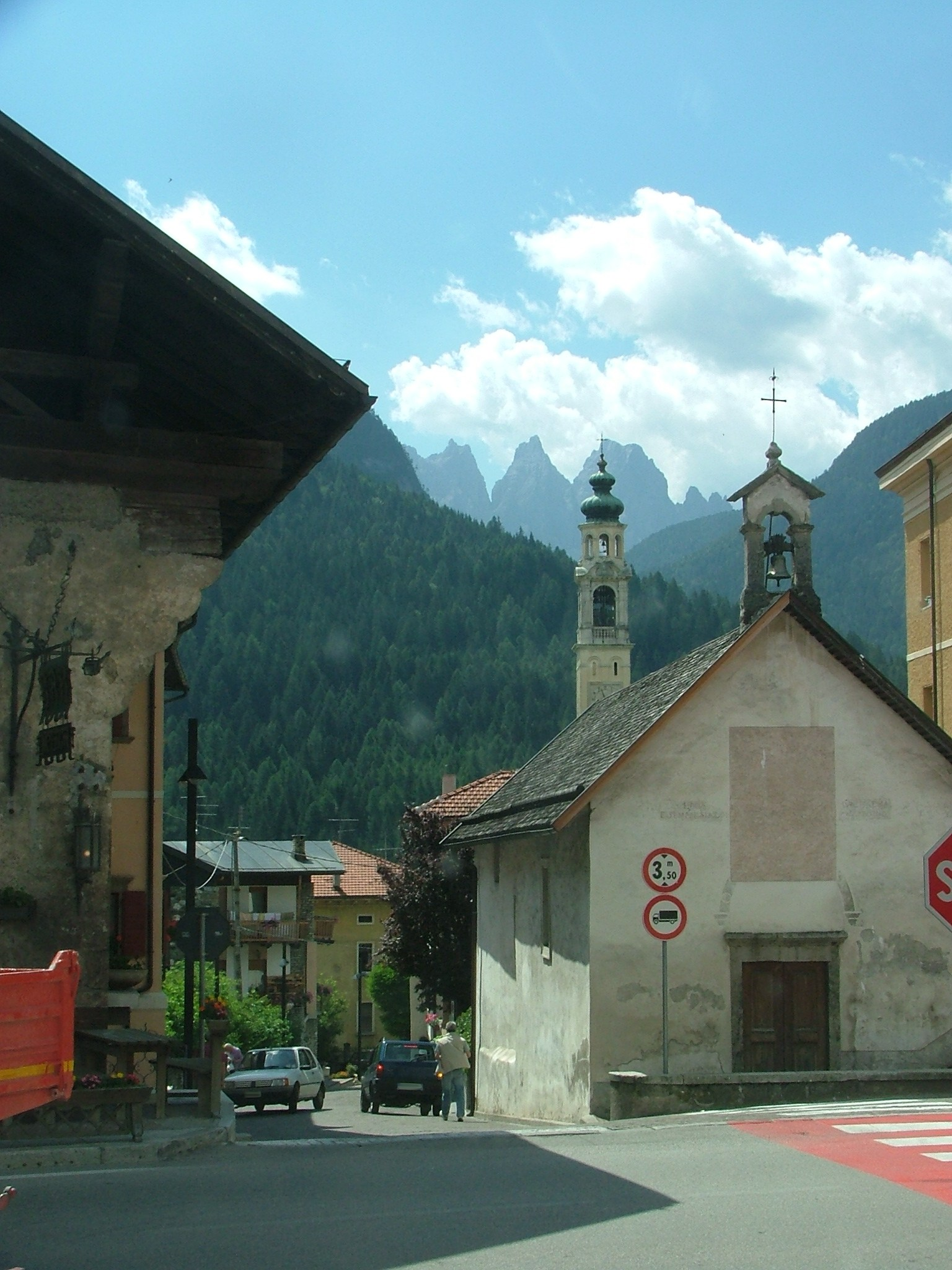
Domegge di Cadore

Đô thị Domegge di Cadore có các frazioni (các đơn vị trực thuộc, chủ yếu là thôn làng) Vallesella di Cadore and Grea di Cadore.
Domegge di Cadore giáp các đô thị: Auronzo di Cadore, Calalzo di Cadore, Cimolais, Forni di Sopra, Lorenzago di Cadore, Lozzo di Cadore, Pieve di Cadore.